# حسین گلستانی (طنزپرداز)
حسین گلستانی (۹ اسفند ۱۳۰۹ – ۲۶ مهر ۱۳۸۶) طنزپرداز ایرانی بود.
حسین در بجدن سبزوار متولد شد. پدرش سلطان‌مراد شاعر و اهل ادب بود. تحصیلات ابتدایی و سه سال اول دبیرستان را در سبزوار گذراند. سپس در دبیرستان نظام و دانشگاه افسری تهران تحصیل کرد و به خدمت ارتش درآمد. در ارتش در رستهٔ موتوری تخصص داشت. قبل از انقلاب اسلامی، با درجهٔ سرهنگی از ارتش بازنشسته شد.
از سال ۱۳۲۶ با نشریهٔ توفیق همکاری می‌کرد و مطالبش را به صورت ناشناس با امضاهای ح-گ، شبگیر، الابابیل، ابابیل، باباآدم، ابوالفضول، ابوجلال، ابوحرب، ابوقبیس، میرزا نق‌نقو، علی شنبه، شهپر، مسعودبک، کبلای، دیده‌ور، سیاه، سیاه‌سوخته، بنی‌هندل، غایب، جنوبی، بزشناس، مورچه، ساخلوحضور، مرموز، اخفش، عمودالدوله، مسافرنژاد، واقعه‌نویس، تعزیه‌نویس، حاشیه‌پرداز، نکته‌گیر، میرزاغضنفر، گرمازاده و … برای چاپ به مجله می‌فرستاد. علت مخفی نگه داشتن نام واقعی‌اش این بود که شغلی نظامی داشت و نمی‌خواست برایش دردسر درست شود.
پس از انقلاب، همراه جواد علیزاده، مسئولیت صفحهٔ «طنز هفته» در روزنامهٔ کیهان را عهده‌دار شد. از سال ۱۳۷۰ در گل‌آقا فعالیت کرد که این همکاری تا آخر عمر ادامه داشت. کتاب‌های بزغالهٔ باهوش و شغال خرسوار برای نوجوانان از انتشارات گل‌آقا محصول همین دوره از فعالیت اوست. پس از درگذشت عمران صلاحی، مسئولیت صفحهٔ کنزالطنز گل‌آقا را بر عهده گرفت.
گلستانی در ۲۶ مهر ۱۳۸۶ درگذشت و در بهشت زهرای تهران دفن شد. پس از درگذشتش، آثار او به کوشش همسرش در کتابی به نام گلستانه گردآوری شد.